# مونخالتورف
مونخالتورف (بالألمانية: Mönchaltorf) هي بلدية ضمن مقاطعة أوستر في كانتون زيورخ، سويسرا.